# サンプラー
サンプラー (Sampler) は、音楽的・非音楽的を問わずサンプリングにより標本化された音を任意に再生出力できる装置。

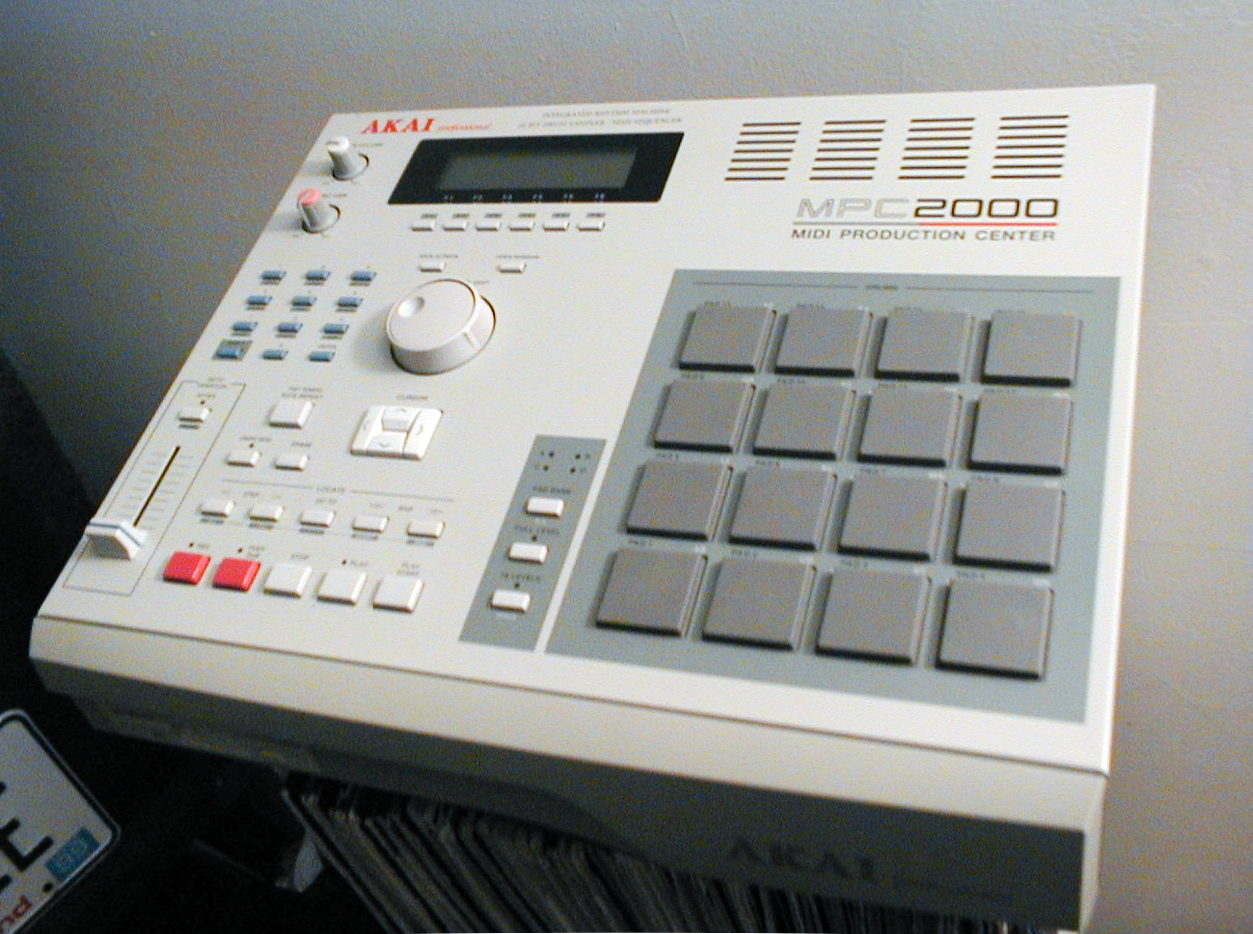
サンプラー（AKAI MPC2000）

## 概要
外部から音声をサンプリングしたり記憶装置から読み込んだりすることによりRAMに展開させ、シンセサイザーにおけるPCM音源の1つとして扱われる。大抵の機種は発音時にサンプルの再生ピッチ（音高）を変更できるので、鍵盤などのMIDI出力装置からの演奏情報を受け、即時に再生応答が可能である。
電子ピアノ、電子ドラムなど本技術と同様な方法が用いられている楽器があるが、それらはサンプラーとは呼ばれない。

## サンプラーの歴史

### 成り立ち
「生演奏の楽器音を、手軽に使いたい」これが原動力となった。オーケストラのストリングスを大編成の演奏者を使って録音するのではなく、ピアノと同じ方法でするために考えられたものが、各音程毎に演奏した録音テープを鍵盤の数だけ並べ、再生ヘッドとモーターとばねを組み合わせて作り出したメロトロンという楽器である。鍵盤を押すと、再生ヘッドにテープが押しつけられ音が出て、鍵盤を離すとばねによってテープが戻される。この楽器は、物理的に問題が多く、メンテナンスも難しかった。さらに、演奏できる楽器が限られていたため普及はしなかった。もっとも、楽器音が限られていたのは構造上の問題だけではなく、各音程のテープを多種の楽器で作成すること自体も難しかったからである。
しかしデジタル技術の進歩によって、録音・再生メディアはテープからメモリーチップに変わっていき、安定した動作が望めるようになったのである。

### 初期のサンプラー
フェアライトCMIやシンクラヴィアといった楽器は、サンプラーよりは音声合成装置とでもいうべきものであった。しかも、重量物で可搬性が無く、動作も不安定な代物でとても楽器としての常時使用に耐え得る物ではなく、増してやステージ上での使用などは到底無理な話であった。また価格はもとより運用コスト面でも極めて高く、それらを総合的に勘案すれば、それこそ「ちょっとした1戸建て住宅が買える」などと表現された程の経済力が必要となるものであり、音の個性や先進性は大きな魅力でも、メジャーシーンのミュージシャンでさえ個人レベルでおいそれと手を出せる様な代物ではなかった。
この状況を覆したのが、Emulator（イミュレーター）の登場である。当時の価格で300万円以上したが、前出の2台と比べれば圧倒的に安く、しかも操作は簡略化されていてミュージシャン達から支持を得た。競合各社もサンプリングシンセサイザーを発売するが、Emulatorが売れた原因は、楽器の録音済みデータを販売したことに寄るところが大きい。
他方で、日本ではシンセ・プログラマーの先駆けである松武秀樹が1983年当時、国産初と思われるデジタル・サンプラーをスタジオで使用していた。LMD-649というそれは当時「PCM録音機」と呼ばれた、いわばハンドメイドのマシンであった。サイズは一般家庭向けのステレオのプリアンプ程度の大きさで、サンプルタイムは1.2秒程度。音源素材は6 mmのテープに保管しており、ローランドのシーケンサーMC-4によるGATE信号、またはトリガー信号で音を出す事ができた。ただし、サンプルデータの保存は出来ず、電源を切るとデータは消滅した。そのため、ステージ上でも使用されたが現在とは比べ物にならないほどの手間が伴うものであった。
実は、この当時のメモリーチップは極めて高額なパーツであり、これを節約するためには録音データを荒くするしかなかった。つまり、音が悪く短かったのである。データ量を減らしながらも原音に近づけるべく、様々な工夫が試みられた。サンプラーの場合は、各音程毎のデータはなくとも、データの読み出しスピードで音程を付けることは可能である。そのため、全音階の録音データを用意するのではなく、ある間隔をおいてデータを用意し、他の音程は読み出しスピードを変化させることで補完した。また、1つの音を時間軸で、アタック部分、ロングトーン部分、減衰部分に分け、ロングトーン部分は繰り返しの読み出しでデータ量を減らしていった。これらの工夫があっても、発売当時の技術では高速処理に限界があったので、どうしたところで原音とは似ていない音が出ることが多いのは仕方がなかった。
しかし、レコードなどの音としては、意表をついたタイミングで使われることも多く、一時的に多用された時期がある。例えば、フェアライトCMIを使用したいわゆるオーケストラル・ヒットなどは、最先端の「音」として当時のレコードには多く収録されている。また、全編をサンプリングで録音したアート・オブ・ノイズのビートボックスは画期的な音楽で、これらは、サンプラーの弱点を逆手にとってヒットした例である。
他に、シンセサイザーでは合成の難しい自然音のサンプリングや、既存の楽曲などを1拍節から数小節単位でサンプリングしたものを、シーケンサーと組み合わせて繰り返すことで、新たなリズムトラックやリフの一部または全部をサンプラーに演奏させてしまうといった方法も用いられる。楽器ではないが、人間の声をサンプリングし、効果的に使われた例として、ポール・ハードキャッスルの「19（Nineteen ）」などが挙げられる。

### 一般への普及
フェアライトCMIやシンクラヴィア、イミュレーターという何百万円〜何億円としたサンプラーが、普及帯のものとして一般でも入手できるようになったのは、エンソニック（Ensoniq ）社のミラージュ、AKAI S612の登場によるものだった。両者の登場は1985年。ポリフォニックシンセサイザーが20万円台で買えるようになってきた時代に、サンプラーの最安値がEmulatorの300万円台だった事に対しEnsoniq社は低価格で発売、ミラージュは35万円ほどで買うことができた。それを追うように数年後には各社から、Roland S-50、YAMAHA TX16W、KORG DSS-1、CASIO FZ-1などが20万円台等の低価格帯でリリースされ、サンプラーは特殊な楽器ではなくなっていった。
1980年代後半から90年代初頭にかけ、ニューヨークのヒップホップDJ達が自分の気に入った曲のフレーズをサンプリングして、繰り返し演奏させる方法論を発見した。この手法はこれまでの音楽製作手法に革命を起こした。それまでは演奏テクニックのみが音楽を構築する要素だったのに対し、「どのようなフレーズを使って曲を作るか？」というセンスのみの作曲が多くの人に可能となった。特に楽器の演奏のできないDJたちはこの手法をこぞって採用し、自分の作る楽曲にフレーズサンプルを引用した。サンプラーによりそれまでの音楽資産が「引用」と「再構築」を繰り返され、あらゆるジャンルに影響を及ぼした。
また、AKAI MPCシリーズなどを使った「フレーズのリアルタイム演奏」も頻繁に行われ、フレーズを楽器音として演奏する手法が主にDJ演奏の現場で広まっていった。
これは、後に著作権などの問題を引き起こす原因となるが、現在では自身の楽曲がサンプリングされることを歓迎するミュージシャンも少なくない。

### 民生用コンピュータOS用としてのソフトウェア化
民生用コンピュータの高性能化によってWindowsやMac,iOS等のソフトウェアとして利用できるようになっている。
そのソフトウェアサンプラーの走りがNemeSys Music Technology, Inc.のGigaSamplerである。ハードウェアサンプラーの限定的なRAM空間に縛られ、一度に使えるサンプル量に限界があるという問題を克服するため、GigaSamplerではハードディスクドライブ上のサンプル情報を随時読み出すハードディスクストリーミング機能を搭載した。
ハードディスクストリーミング機能の登場により、利用できるサンプルサイズが飛躍的に増加した。製品名のGiga（ギガ）が示す通り、サンプルライブラリ全体でギガバイトを超えるものが主流となった。
高性能化以前にも、MODという、サンプラーとシーケンサーを組み合わせたと思わせるDTM環境があったが、スペックを要し、
またレイテンシの問題もあったため、普及には至らなかったが、現在でも後継のソフトウェアが出ている。

## 主なサンプラーメーカーと機種
AKAI professional
- S612
- S700 / X7000 / X3700
- S900 / S950
- S1000/HD/PB/KB / S1100/EX（S1000PBは再生専用）
- S3000 / S2800 / CD3000 / S3200 / S2000 / S01（CD3000は再生専用）
- S3000i / S2800i / CD3000i（CD3000iは再生専用）
- S3000XL / S3200XL / CD3000XL
- S5000 / S6000
- Z8 / Z4
- MPC60 / MPC60-II
- MPC2000/XL / MPC3000 / MPC4000 / MPC1000/BK / MPC2500 / MPC500
- MPC ONE / X / Live
- REMIX16 / REMIX88 / S20
- MPX8（再生専用）

BitHeadz
- Unity DS-1

CASIO
- FZ-1[注 7] / FZ-1GX / FZ-10M / FZ-20M
- SK-1 / SK-5 / SK-8 / SK-10
- PT-280
- WK-500
- LKシリーズ
- WK-210
- CTK-4000
- XW-PD1

DEMAS
- Synclavier（シンクラヴィア）

Digidesign
- Sample Cell

E-MU Systems
- E-mu Emulator
  - Emulator I
  - Emulator II
  - Emulator III / Emulator III X
- Emax / Emax II
- ESi-32 / ESi-4000 / ESi-2000
- E5000ULTRA
- EIV / E64 / E SYNTH
- EIV ULTRA
- Emulator X / Emulator X2
- SP-12 / SP1200

Fairlight（Fairlight Instrumentsも含む）
- CMI（フェアライトCMI）
- CMI II
- CMI III
- Fairlight CMI-30A 30th Anniversary Edition

Ensoniq
- Mirage
- MirageDSK
- MirageDSM
- EPS（Ensoniq Performance Sampler）
- EPSm
- EPS16+
- EPS16+rack
- ASR10
- ASR10R
- ASR88
- TS10
- TS12
- ASR X

Pioneer DJ
- DJS-1000

TDK
- DMC9000

Victor
- JX-SV100

オーディオテクニカ
- AT-MX200 / 150 / 35G

シーケンシャル・サーキット
- Prophet-2000 / 2002 / 3000

コルグ
- DSS-1/ DSM-1
- コルグ・ELECTRIBEシリーズ
- TRITONシリーズ
- OASYS
- M3
- KRONOS
- KAOSS PADシリーズ
- KAOSSILATOR PRO

Kurzweil
- K2000

ローランド
- S10 / MKS-100 / S220
- S50 / S550 / S330
- W30 / DJ-70 / JS-30
- S770 / S750 / S760
- VP-9000 / VariOS / V-SYNTHシリーズ
- SP-202 / 303 / 404 / 404SX /  505 / 555 / 606 / 808 / 808EX
- MS-1
- MV-8000 / 8800
- XV-5080（再生専用）
- Fantomシリーズ（Fantom S以降）
- A-6
- FAシリーズ

ヤマハ
- ヤマハ・TXシリーズ
- ヤマハ・Aシリーズ
- ヤマハ・SUシリーズ
- ヤマハ・EXシリーズ
- EOS B2000
- ヤマハ・MOTIFシリーズ
- QR10
- MU2000
- SAMPLE COMPO 音作くん

TASCAM
- Giga Sampler
- Giga Studio

IK Multimedia
- SampleTank

Native Instruments
- KONTAKT

スタインバーグ
- HALion

ZOOM
- SampleTrak ST-224
- R8